# بطولة آسيا لكرة القدم الخماسية للأندية 2010
بطولة آسيا لكرة القدم الخماسية للأندية 2010 هو موسم من بطولة آسيا لكرة القدم الخماسية للأندية ‏. فاز فيه Foolad Mahan FSC ‏.